# Mogadouro (freguesia)
Mogadouro era una freguesia portuguesa del municipio de Mogadouro, distrito de Braganza.

## Historia
Fue suprimida el 28 de enero de 2013, en aplicación de una resolución de la Asamblea de la República portuguesa promulgada el 16 de enero de 2013 al unirse con las freguesias de Vale de Porco, Valverde y Vilar de Rei, formando la nueva vfreguesia de Mogadouro, Valverde, Vale de Porco e Vilar de Rei.

## Aldeas
La parroquia está formada por tres pueblos:
- Figueira
- Mogadouro
- Zava

## Patrimonio
- Castillo de Mogadouro
- Iglesia del Convento de São Francisco de Mogadouro
- Pelourinho de Mogadouro